# يحيى بن عبد الله الكامل
يحيى بن عبد الله المحض بن الحسن المثنى بن الحسن السبط بن علي بن أبي طالب الهاشمي القرشي، يكنى أبا الحسن وقيل أبو محمد ،ولد سنة 110هـ، كان مقدماً في أهل بيته، تعلم من جعفر الصادق ومالك بن أنس، كان قصير الجسم ،آدم اللون، حسن الوجه والجسم، أصلع.
خرج متنكراً في أيام الرشيد حتى ورد بلاد الديلم، فعرف بحيى صاحب الديلم، وكانت وفاته في حبس الرشيد سنة 175هـ، وعمره 65 سنة.

## نسبه وعائلته
هو:  يحيى بن عبد الله بن الحسن بن  الحسن بن علي بن أبي طالب بن عبد المطلب بن هاشم بن عبد مناف بن قصي بن كلاب بن مرة بن كعب بن لؤي بن غالب بن فهر بن مالك بن قريش بن كنانة بن خزيمة بن مدركة بن إلياس بن مضر بن نزار بن معد بن عدنان.